# 235 (číslo)
Dvě stě třicet pět je přirozené číslo, které následuje po čísle dvě stě třicet čtyři a předchází číslu dvě stě třicet šest. Římskými číslicemi se zapisuje CCXXXV a řeckými číslicemi σλε.

## Matematika
235 je:
- Poloprvočíslo
- Nešťastné číslo
- Příznivé číslo
- Sedmiúhelníkové číslo

## Chemie
- 235 je nukleonové číslo druhého nejstabilnějšího a současně druhého nejběžnějšího izotopu uranu (uran-235)[1]

## Astronomie
- (235) Carolina je planetka hlavního pásu, kterou objevil v roce 1883 Johann Palisa

## Doprava
- Silnice II/235 je česká silnice II. třídy vedoucí na trase II/605 – Zbiroh – II/233[2]

## Ostatní
- +235 je mezinárodní telefonní předvolba Čadu

## Roky
- 235
- 235 př. n. l.